# Пентоза
Пентоза је моносахарид са пет угљеникових атома. Моносахариди (прости шећери, тј. угљени хидрати) се хидролизом не могу разложити на простија једињења.Хемијска формула многих пентоза је C
5H
10O
5, а њихова молекулска тежина је 150,13 г/мол.
Пентозама припадају два, биолошки веома значајна једињења:
- рибоза, улази у састав РНК и
- дезоксирибоза која гради ДНК.

Као и неки други моносахариди, пентозе постоје у два облика, отвореног ланца (линеарни) или затвореног ланца (циклични), који се лако претварају један у други у воденим растворима. Линеарни облик пентозе, који обично постоји само у растворима, има окосницу отвореног ланца од пет угљеника. Четири од ових угљеника имају по једну хидроксилну функционалну групу (–ОН), повезану једноструком везом, а један има атом кисеоника повезан двоструком везом (=О), формирајући карбонилну групу (С=О). Преостале везе атома угљеника су задовољене са шест атома водоника. Дакле, структура линеарне форме је H–(CHOH)x–C(=O)–(CHOH)4-x–H, где је x = 0, 1 или 2.

## Класификација
Алдопентозе су подкласа пентоза које, у линеарном облику, имају карбонилну групу на угљенику 1, формирајући дериват алдехида са структуром H–C(=O)–(CHOH)4–H. Најважнији пример је рибоза. Кетопентозе уместо тога имају карбонилну групу на позицијама 2 или 3, формирајући дериват кетона са структуром H–CHOH–C(=O)–(CHOH)3–H (2-кетопентоза) или H–(CHOH)2–C(=O)–(CHOH)2–H (3-кетопентоза). За ову другу није познато да се јавља у природи и тешко  је синтетизовати.
У отвореном облику постоји осам алдопентоза и четири 2-кетопентозе, стереоизомера који се разликују у просторном положају хидроксилних група. Ови облици се јављају у паровима оптичких изомера, генерално означених са "Д" или "Л" по конвенционалним правилима (независно од њихове оптичке активности).

### Алдопентозе
Алдопентозе имају три хирална центра; дакле, могуће је осам (23) различитих стереоизомера.
| D-Арабиноза | D-Ликсоза | D-Рибоза | D-Ксилоза |
| L-Арабиноза | L-Ликсоза | L-Рибоза | L-Ксилоза |

Рибоза је саставни део РНК, а сродни молекул, дезоксирибоза, је саставни део ДНК. Фосфорилисане пентозе су важни производи пентозофосфатног пута, најважнија је рибоза 5-фосфат, која се користи у синтези нуклеотида и нуклеинских киселина, и еритрозе 4-фосфата, који се користи у синтези ароматичних аминокиселина.

### Кетопентозе
2-кетопентозе имају два хирална центра; стога су могућа четири (22) различита стереоизомера. 3-кетопентозе су ретке.
| D-Рибулоза | D-Ксилулоза |
| L-Рибулоза | L-Ксилулоза |

## Циклични облици
Затворени или циклични облик пентозе настаје када карбонилна група реагује са хидроксилном у другом угљенику, стварајући етарски мост –О– између два угљеника. Ова интрамолекуларна реакција даје циклични молекул, са прстеном који се састоји од једног атома кисеоника и обично четири атома угљеника; циклична једињења се тада називају фуранозе, јер имају исте прстенове као циклични етар тетрахидрофуран.
Затварање прстена претвара карбонил угљеник у хирални центар, који може имати било коју од две конфигурације, у зависности од положаја новог хидроксила. Стога, сваки линеарни облик може произвести два различита затворена облика, идентификована префиксима "α" и "β".

## Дезоксипентозе
Једна дезоксипентоза има укупна два стереоизомера.
| D-Дезоксирибоза |
| L-Дезоксирибоза |

## Својства
У ћелији пентозе имају већу метаболичку стабилност од хексоза.
Полимер састављен од пентозних шећера назива се пентозан.

## Тестови за пентозе
Најважнији тестови за пентозе се ослањају на претварање пентозе у фурфурал, који затим реагује са хромофором. У Толенсовом тесту за пентозе фурфурални прстен реагује са флороглуцинолом и производи обојено једињење; у тесту анилин ацетата са анилин ацетатом; и у Биаловом тесту, са орцинолом. У сваком од ових тестова, пентозе реагују много јаче и брже од хексоза.